# Sprinkhaanzanger
De sprinkhaanzanger (ook bekend als sprinkhaanrietzanger) (Locustella naevia) is een zangvogel uit de familie van Locustellidae. Dankt zijn naam aan het sprinkhaanachtige 'gesnor'. 

## Kenmerken
Hun zang bestaat uit een langdurig, door korte pauzes onderbroken gesnor, als van een sprinkhaan. De lichaamslengte bedraagt 13 cm. Het verenkleed heeft een vuilwitte onderzijde en een gestreepte bruine bovenzijde en kruin. Vage oogstreep. Verder heeft de vogel vleeskleurige poten.

## Leefwijze
Leeft verborgen en nestelt in dichte ondergroei, in lang gras en riet in moerassen en in meer open terreinen met bomen en struikgewas. Zijn voedsel bestaat uit insecten, larven en spinnen.

## Verspreiding en leefgebied
Het zijn trekvogels. Ze broeden in een groot deel van Europa en West-Azië, ook in Nederland en België, ze overwinteren in tropisch Afrika en India. Ze komen voor in duingebieden, weilanden met sloten en aan de rand van moerassen met lage begroeiing en riet.
De soort telt drie ondersoorten: 
- L. n. naevia: van Europa tot westelijk Europees Rusland en Oekraïne.
- L. n. straminea: oostelijk Europees Rusland tot zuidwestelijk en midden-Siberië, oostelijk Kazachstan, noordwestelijk China en westelijk Mongolië.
- L. n. obscurior: oostelijk Turkije en de Kaukasus.

## Status
De sprinkhaanzanger heeft een groot verspreidingsgebied en daardoor is de kans op de status kwetsbaar (voor uitsterven) gering. De grootte van de wereldpopulatie werd in 2015 geschat op 3-6 miljoen individuen en de trend is stabiel. Om deze redenen staat deze soort als niet bedreigd op de Rode Lijst van de IUCN.

### Status in Nederland en Vlaanderen
In Nederland is de sprinkhaanzanger plaatselijk een vrij algemene broedvogel. Het aantal broedparen is in 2018-2020 geschat op 5000-6100. Sinds 1984 is dit bijna een verdrievoudiging, maar sinds 2010 lijkt de trend stabiel. In Vlaanderen is de sprinkhaanzanger een schaarse broedvogel, in de periode 2013-2018 is het aantal broedparen geschat op 450-650. Dit aantal is sinds 2007 min of meer stabiel.